# Urmince
Urmince (in ungherese Nyitraörmény) è un comune della Slovacchia facente parte del distretto di Topoľčany, nella regione di Nitra.